# Ermida do Senhor Bom Jesus (Calheta)
A Ermida do Senhor Bom Jesus, ou Ermida do Cruzal, é um templo católico localizado no lugar do Cruzal, freguesia de Santo Antão, concelho da Calheta, ilha de São Jorge, Açores.

## Descrição

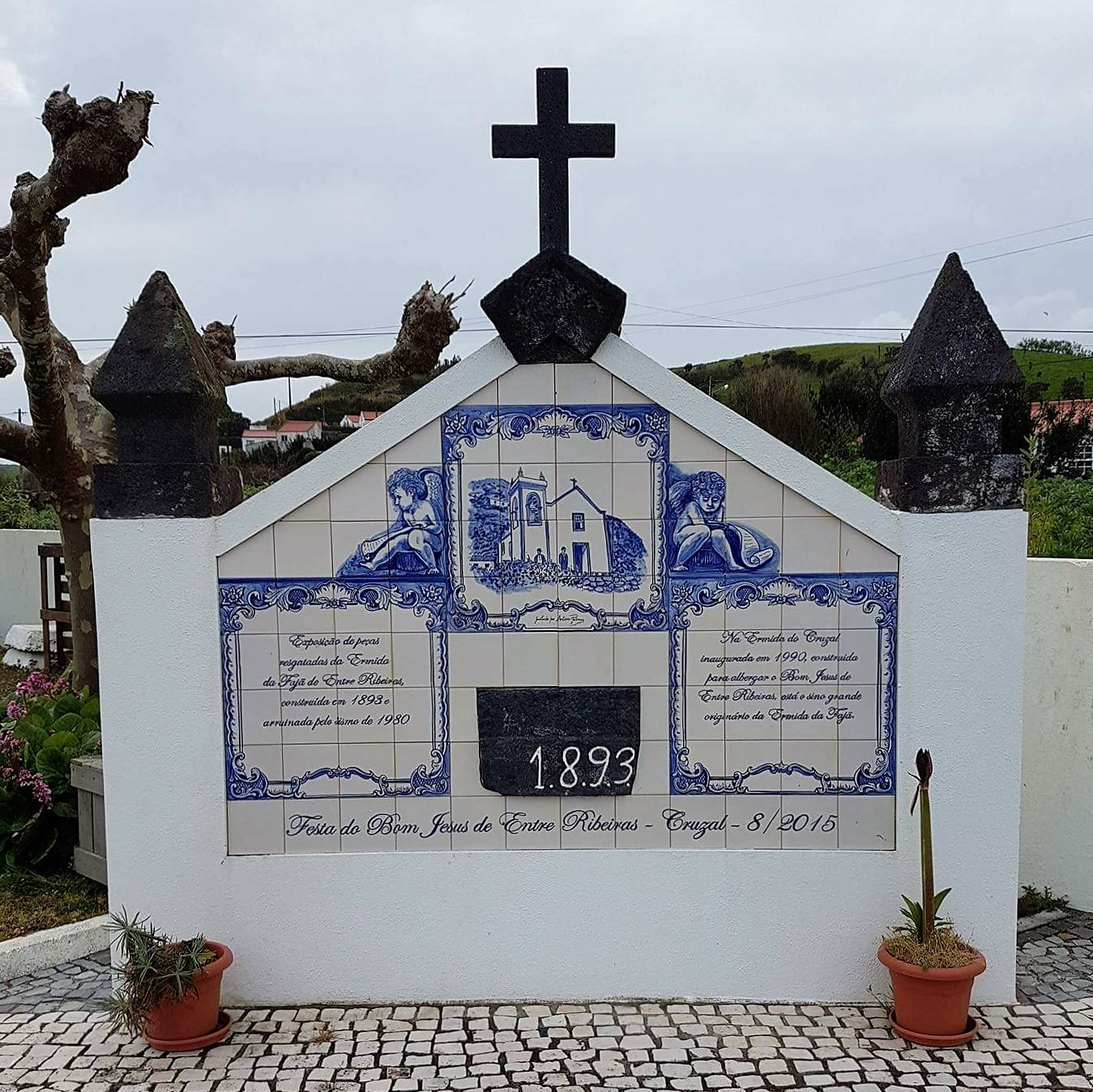
Monumento memorial à antiga ermida localizada na Fajã de Entre Ribeiras.

A ermida do Senhor Bom Jesus apresenta-se com uma construção de betão recente, inaugurada a 4 de agosto de 1991. Este templo é constituído por janelas altas em vários pontos da sua estrutura. Possui uma parte central, constituída pelo altar-mor e por bancos destinados à assembleia; uma parte lateral, com uma bancada reservada à assembleia; o coro alto, também com bancos destinados aos fiéis; e os serviços à retaguarda. A festa  em honra do seu patrono Senhor Bom Jesus, celebra-se anualmente no primeiro domingo de agosto. A festa é celebrada com tríduo, de quarta a sexta, e missa dominical, precedida de procissão, no dia da festa. De quarta a domingo, há arraial à noite.

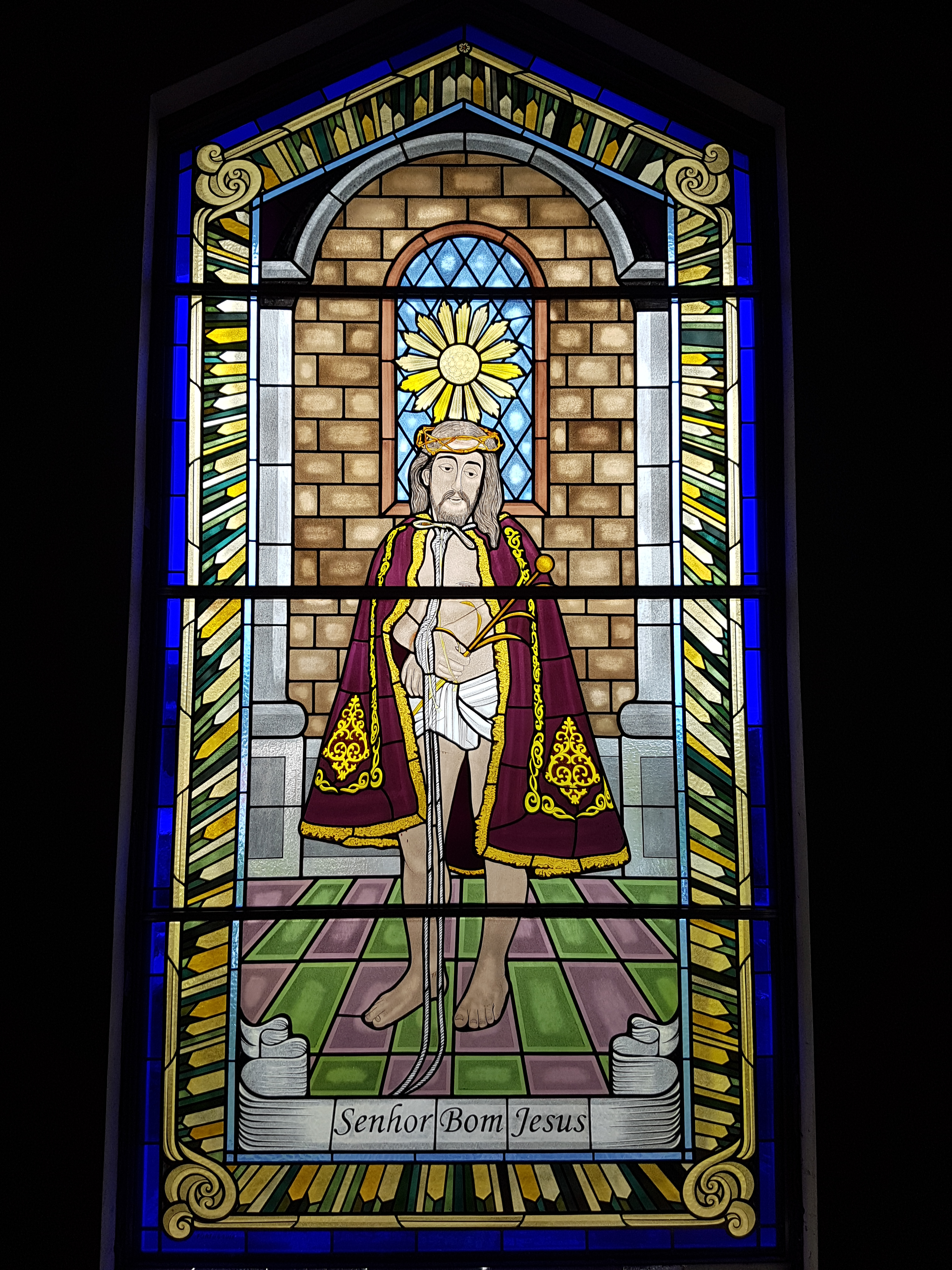
Grande vitral do frontispício da ermida. Foto captada no interior do templo.

A sua fachada é simples e pintada a branco, incorporando a sua porta principal e uma abertura para a entrada de luz, e está preenchida, desde maio de 2018, por um vitral em que está desenhado o orago deste edifício; acima, está uma cruz. Esta arquitetura possui, há pouco tempo, um segundo sino, ambos presos a dois pilares compreendidos na sua estrutura, tendo o maior vindo da antiga ermida. Este local de culto localiza-se num largo plano, muito usado nos arraiais das festas, havendo aí algumas árvores de sombra e arbustos. Neste largo, junto à via de trânsito, foram construídos, recentemente, um monumento em memória à antiga ermida que a esta deu origem, constituído por algumas pedras desse anterior templo, tais como dois pináculos e a cruz, e uma maqueta da referida ermida.

## História

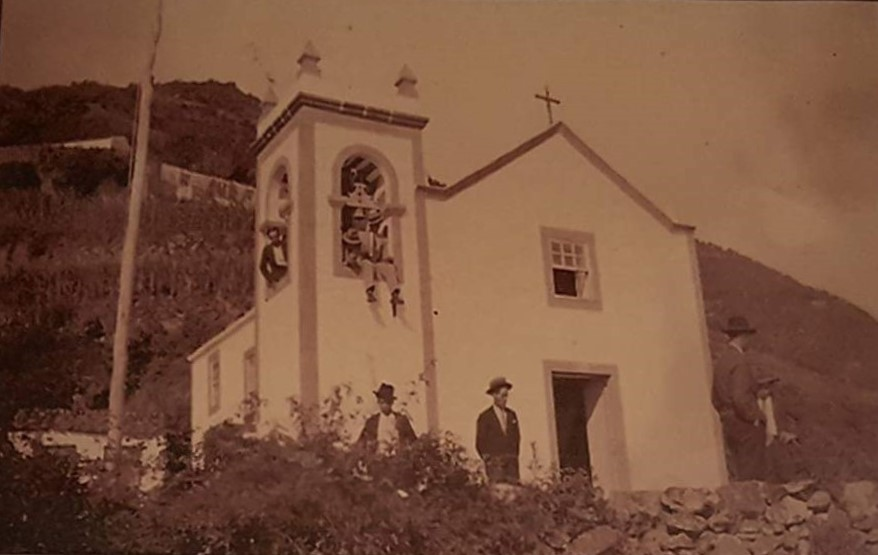
Ermida do Senhor Bom Jesus do Ecce Homo, da Fajã de Entre Ribeiras, destruída pelo sismo de 1980. Provável data da fotografia do início da década de 1960.

A atual ermida do Senhor Bom Jesus possui uma antecedente, que lhe deu origem, localizada na Fajã de Entre Ribeiras, que se localiza na encosta norte desta mesma freguesia de Santo Antão. Esta anterior ermida, sob invocação do Senhor Bom Jesus do Ecce Homo, for inaugurada a 4 de agosto de 1894, tendo sida destruída pelo sismo de 1980, tal como os restantes edifícios do local.

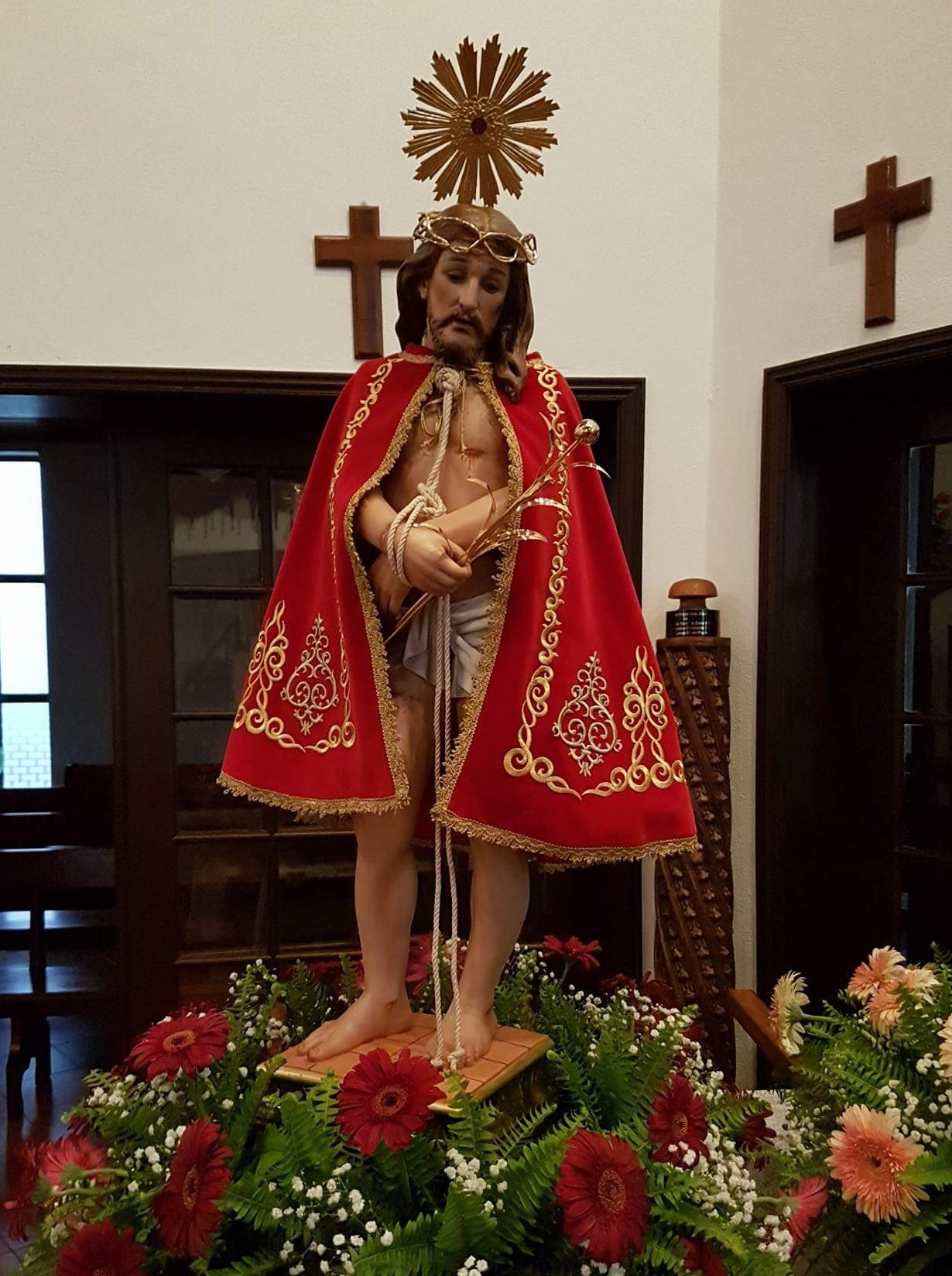
Imagem do Senhor Bom Jesus, Cruzal.

A antiga ermida da Fajã de Entre Ribeiras foi construída por iniciativa do padre-cura de então, Francisco Xavier de Azevedo e Castro, contudo, este foi apedrejado e partiu do local. A conclusão da obra ficou a cargo do padre que lhe sucedeu, João Evaristo Augusto de Bettencourt. Com a ocorrência do sismo, a imagem do Senhor Bom Jesus foi guardada para a construção posterior de uma ermida, que substituísse a anterior. Esta construção deu-se então mais tarde, no ano de 1988, com a autorização do bispo diocesano, D. Aurélio Granada Escudeiro, recomeçando assim a obra. Este novo templo foi erguido com ajuda financeira de emigrantes da Fajã de Entre Ribeiras, num local de melhor acesso - já referido acima - , devido ao abandono e isolamento desta fajã. 